# Nycerella donaldi
Nycerella donaldi là một loài nhện trong họ Salticidae.
Loài này thuộc chi Nycerella. Nycerella donaldi được Arthur Merton Chickering miêu tả năm 1946.